# Fender Jaguar
Fender Jaguar — модель электрогитары, разработанная в 1962 году на основе Fender Jazzmaster и выпускаемая до сих пор. Основные изменения коснулись звукоснимателей и длины мензуры, на накладке появились металлические части. Jaguar, наравне с Jazzmaster'ом, Stratocaster'ом и гитарами Mosrite (англ. Mosrite) стал одним из самых востребованных в появившемся в то время сёрф-роке. В 80-х годах модель использовали исполнители альтернативного рока, в 90-х — гранжа.

## История
Fender Jaguar вышел в 1962 году. Конструкция гитары практически полностью повторяет конструкцию Jazzmaster’а 1958 года — та же «скошенная талия» деки, такая же, «плавающая», тремоло-система. Из отличий — укороченная мензура (24 дюйма), 22 лада (у Jazzmaster’а — 25.5) и не такие широкие синглы, что обеспечивает большую экранировку гитары.
В первые 13 лет выпуска гитара претерпела ряд незначительных модификаций. Они касалось в основном окраски и материалов. Однако Jaguar не пользовался широкой популярностью и в 1975 году было принято решение о прекращении выпуска данной модели.
В 1985—1986 годах в Японии вышло переиздание модели. Тогда на Jaguar обратили внимание многие исполнители альтернативного рока и гранжа, такие как «Sonic Youth», «Nirvana», «Bush», «My Bloody Valentine» и другие. Это было вызвано неплохим качеством гитар при весьма невысокой цене — эти гитары из-за их непопулярности в то время зачастую можно было найти в стоках и секондхендах с ценником 50-100$.
В 1999 году Jaguar переиздаётся в США в рамках серии «American Vintage». Гитару постоянно модифицируют — в частности в одном из вариантов синглы были заменены на хамбакеры, установлен бридж «Adjusto-Matic».

## Особенности конструкции
- Малая мензура (610 мм), что делает более комфортной игру на этой гитаре, нежели на других моделях. Гитара отлично подходит музыкантам с маленькими руками.
- Так же как и у Jazzmaster’а гитара имеет 2 независимых режима работы — «Lead» и «Rhythm». В режиме «Rhythm» функционирует датчик у грифа, его громкость и тон регулируются потенциометрами, вынесенными на металлической пластине на верхней части корпуса гитары. В режиме «Lead» работают, на выбор музыканта, один из датчиков, либо оба сразу.
- На Jaguar установлена кнопка фильтра частот, что позволяет в режиме «Lead» отсекать диапазон нижних частот, и тем самым делать звучание более ярким и отчётливым или просто убирать излишние "низы".
- Уникальные звукосниматели с наружным металлическим экраном, напоминающим зубы, по наружным краям датчика. Которые в свою очередь помогают избежать лишних наводок на звукосниматель. Такие звукосниматели не используются ни на каких других инструментах Fender.
- В отличие от Jazzmaster’а, Jaguar гораздо лучше экранирован, что позволяет использовать эту гитару в более «тяжёлых» стилях, однако заводская экранировка вовсе не решает проблемы «микрофонного эффекта», заключающегося в высокочастотном фоне, когда гитара расположена рядом с громкоговорителями комбоусилителя.

## Вариации
- Fender Jaguar Special HH
- Fender Jaguar Baritone Special HH
- Fender Classic Player Jaguar Special HH
- Fender Jaguar Baritone Custom
- Fender Jaguar Bass
- Fender Jaguar Blacktop
- Fender American Professional
- Fender Suburst Jaguar (Kurt Cobain Jaguar)
- Fender Johnny Marr Jaguar

## Японские Fender Jaguar
Начали выпускаться с 1986 года. Самые ранние экземпляры были сделаны из липы, в дальнейшем производились из ольхи. Помимо санбёрста, доступны во многих цветовых схемах.
Главное отличие от AVRI (американского перевыпуска в 1999 году) в электронике. В японских гитарах она более дешёвая и менее соответствует оригинальному звуку винтажных Jaguar. До 1996 в японских гитарах также присутствовала экранировка звукоснимателей, как в AVRI-моделях.
По звучанию помимо прочего можно отметить, что японский Jaguar намного более звонкий, особенно на бриджевом звукоснимателе.